# Quinto Sulpicio Camerino Cornuto (tribuno consular 402 a. C.)
Quinto Sulpicio Camerino Cornuto  fue un político y militar romano miembro de los Sulpicios Camerinos, una rama familiar patricia de la gens Sulpicia. Probablemente estuvo emparentado con Servio Sulpicio Camerino Cornuto, cónsul del año 461 a. C., aunque no se sabe si fue su hijo o su nieto. Obtuvo el tribunado consular en los años 402 y 398 a. C.